# Мальмстрём, Густаф
Густаф Хьалмар Мальмстрём (швед. Gustaf Hjalmar Malmström; 4 июля 1884, Мальмё, Швеция — 24 декабря 1970, Мальмё, Швеция) — шведский борец греко-римского стиля, серебряный призёр Олимпийских игр, серебряный призёр чемпионата мира  

## Биография
В 1907 году победил на неофициальном чемпионате Европы.
На Летних Олимпийских играх 1908 года в Лондоне боролся в весовой категории до 66,6 килограммов (лёгкий вес). Схватка по регламенту турнира продолжалась 20 минут. Победителем признавался спортсмен, сумевший тушировать соперника или по очкам. В лёгком весе борьбу за медали вели 25 спортсменов. Турнир проводился по системе с выбыванием. Победив в первых двух встречах, Густаф Мальмстрём проиграл в четвертьфинале будущему олимпийскому чемпиону Энрико Порро и выбыл из турнира.   
| Выступление на Олимпийских играх 1908 года | Выступление на Олимпийских играх 1908 года | Выступление на Олимпийских играх 1908 года | Выступление на Олимпийских играх 1908 года | Выступление на Олимпийских играх 1908 года | Выступление на Олимпийских играх 1908 года | Выступление на Олимпийских играх 1908 года |
| Круг                                       | Соперник                                   | Страна                                     | Результат                                  | Баллы                                      | Всего баллов                               | Время схватки                              |
| ------------------------------------------ | ------------------------------------------ | ------------------------------------------ | ------------------------------------------ | ------------------------------------------ | ------------------------------------------ | ------------------------------------------ |
| 1                                          | Джордж МакКензи                            | Великобритания                             | Победа Туше                                |                                            |                                            | 3:35                                       |
| 2                                          | Фритц Брузекер                             | Нидерланды                                 | Победа Туше                                |                                            |                                            | 3:20                                       |
| ¼                                          | Энрико Порро                               | Италия                                     | Поражение По очкам                         |                                            |                                            | 20:00                                      |

В 1909 году вновь подтвердил своё звание сильнейшего в Европе, а в 1911 году стал серебряным призёром чемпионата мира. 
На Летних Олимпийских играх 1912 года в Стокгольме боролся в весовой категории до 67,5 килограммов (лёгкий вес). Схватка по регламенту турнира продолжалась 30 минут, по окончании 30-минутного раунда судьи могли назначить ещё 30-минутный раунд и так далее, без ограничения количества дополнительных раундов. Победителем признавался спортсмен, сумевший тушировать соперника или по решению судей; также оба соперника могли быть объявлены проигравшими ввиду пассивного ведения борьбы. В лёгком весе борьбу за медали вели 48 спортсменов. Турнир проводился по системе с выбыванием после двух поражений; оставшиеся борцы разыгрывали медали между собой, без зачёта предварительных встреч. 
В финал вышли финн Эмиль Вяре и два шведа: Мальмстрём и Эдвин Матиассон. В первой встрече Вяре в тяжёлой, часовой схватке сумел положить на лопатки Мальмстрёма (в предварительных встречах Вяре также победил Мальмстрёма). Во встрече за «серебро» Мальмстрём сумел победить соотечественника.  
| Выступление на Олимпийских играх 1912 года | Выступление на Олимпийских играх 1912 года | Выступление на Олимпийских играх 1912 года | Выступление на Олимпийских играх 1912 года | Выступление на Олимпийских играх 1912 года | Выступление на Олимпийских играх 1912 года | Выступление на Олимпийских играх 1912 года |
| Круг                                       | Соперник                                   | Страна                                     | Результат                                  | Баллы                                      | Всего баллов                               | Время схватки                              |
| ------------------------------------------ | ------------------------------------------ | ------------------------------------------ | ------------------------------------------ | ------------------------------------------ | ------------------------------------------ | ------------------------------------------ |
| 1                                          | Витори Урвикко                             | Финляндия                                  | Победа Туше                                |                                            |                                            | 31:00                                      |
| 2                                          | Пауль Тиркконен                            | Финляндия                                  | Победа По очкам                            |                                            |                                            | 60:00                                      |
| 3                                          | Эрнё Маркус                                | Австро-Венгрия                             | Победа Туше                                |                                            |                                            | 20:00                                      |
| 4                                          | Виктор Фишер                               | Австро-Венгрия                             | Победа Туше                                |                                            |                                            | 7:00                                       |
| 5                                          | Вольмар Викстрём                           | Финляндия                                  | Победа По очкам                            |                                            |                                            | 25:00                                      |
| 6                                          | Эмиль Вяре                                 | Финляндия                                  | Поражение Туше                             |                                            |                                            | 11:00                                      |
| 7                                          |                                            |                                            |                                            |                                            |                                            |                                            |
| Финал (встреча 1)                          | Эмиль Вяре                                 | Финляндия                                  | Поражение Туше                             |                                            |                                            | 60:00                                      |
| Финал (встреча 2)                          | Эдвин Матиассон                            | Финляндия                                  | Победа Туше                                |                                            |                                            |                                            |